# Pfarrkirche Wagna

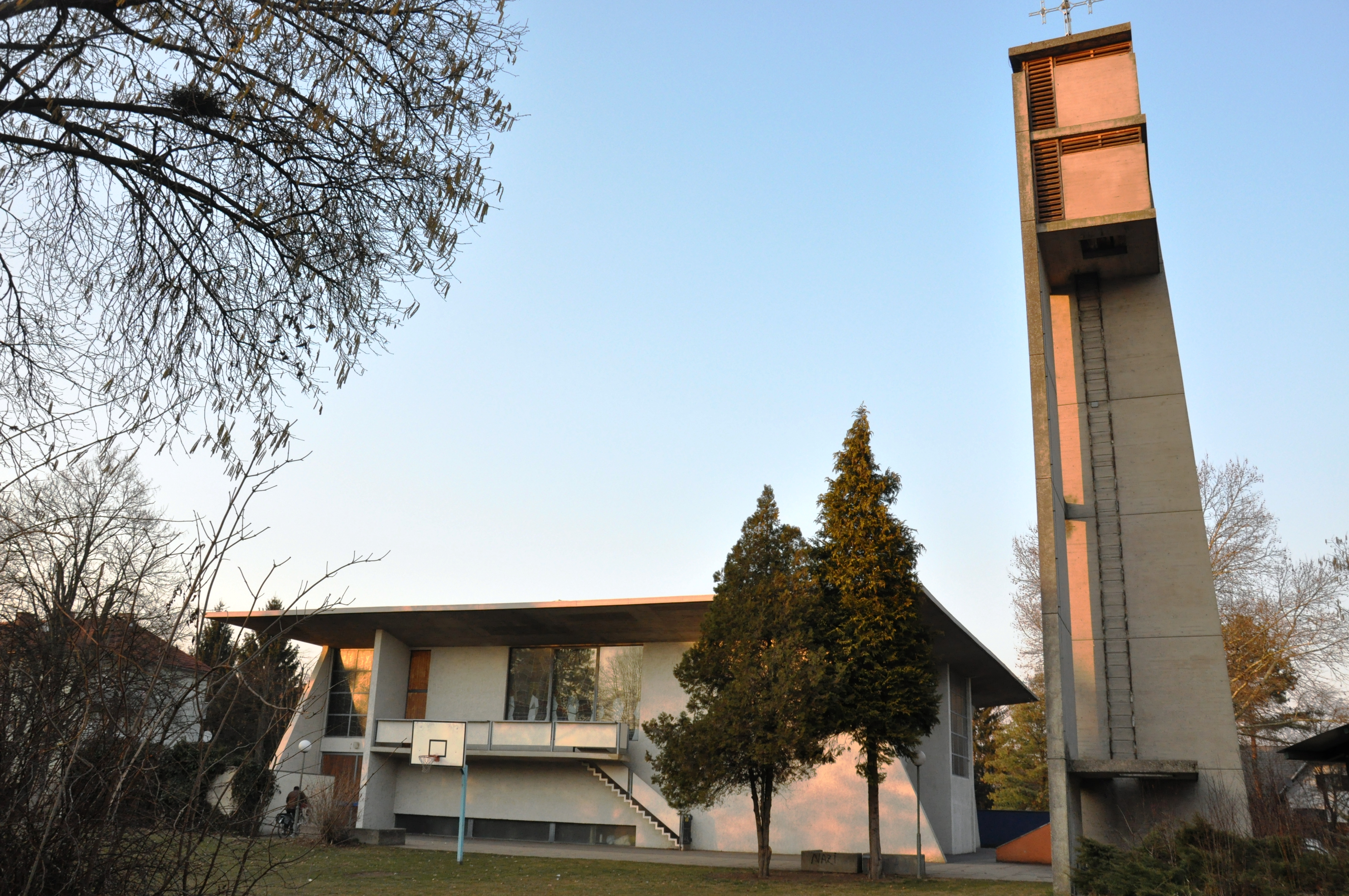
Katholische Pfarrkirche Christus der Auferstandene in Wagna

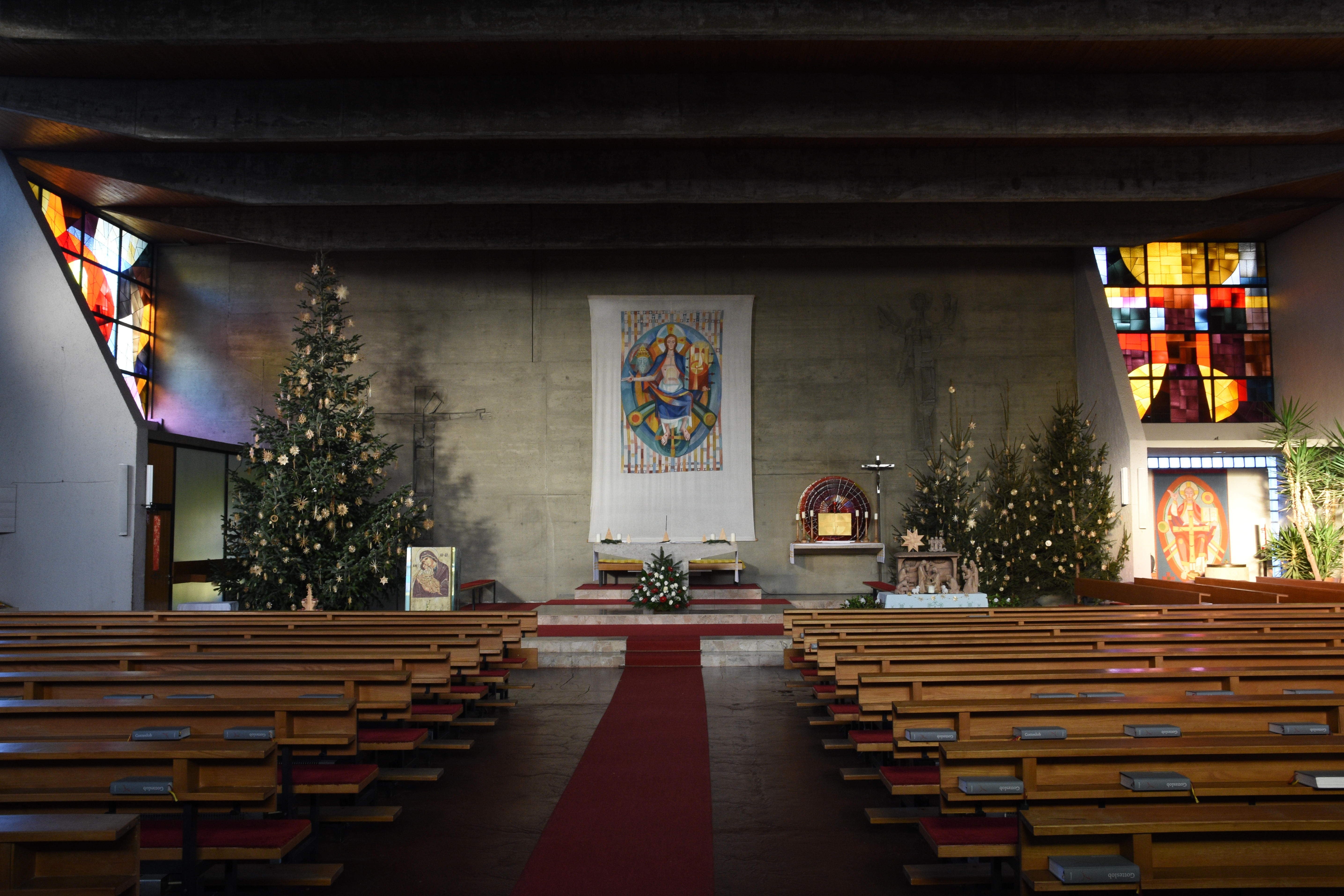
Zentralraum, Blick zur Altarwand

Die Pfarrkirche Wagna steht auf dem parkartigen Marktplatz in der Marktgemeinde Wagna im Bezirk Leibnitz in der Steiermark. Die dem Patrozinium Auferstehung Jesu Christi unterstellte römisch-katholische Pfarrkirche gehört zum Dekanat Leibnitz in der Diözese Graz-Seckau. Die Kirche steht unter Denkmalschutz (Listeneintrag).

## Geschichte
Die Pfarrkirche wurde 1963/1964 nach den Plänen des Architekten Friedrich Moser erbaut, der freistehende Turm folgte 1969.

## Architektur
Die Kirche der Moderne wurde als Betonkonstruktion ausgeführt. Auch die Entwürfe zu den ornamentalen Glasfenstern schuf der Architekt Moser. Den geschalten Negativguss des Gekreuzigten und Auferstandenen an der Altarwand schuf der Bildhauer und Maler Emmerich Mohapp. Die für die Pfarrkirche Pöls ob Judenburg 1978 errichtete Orgel der Gebrüder Krenn mit 8 Registern wurde 1997 in die Pfarrkirche Wagna übertragen.